# Юниверсити-Парк (Флорида)
Юниверсити-Парк (англ. University Park) — статистически обособленная местность, расположенная в округе Майами-Дейд (штат Флорида, США) с населением в 26 538 человек по статистическим данным переписи 2000 года.

## География
По данным Бюро переписи населения США статистически обособленная местность Юниверсити-Парк имеет общую площадь в 10,62 квадратных километров, водных ресурсов в черте населённого пункта не имеется.
Статистически обособленная местность Юниверсити-Парк расположена на высоте 1 м над уровнем моря.

## Демография
По данным переписи населения 2000 года в Юниверсити-Парк проживало 26 538 человек, 6501 семья, насчитывалось 8646 домашних хозяйств и 9047 жилых домов. Средняя плотность населения составляла около 2498,87 человек на один квадратный километр. Расовый состав населённого пункта распределился следующим образом: 89,04 % белых, — чёрных или афроамериканцев, 0,06 % — коренных американцев, 1,59 % — азиатов, 0,02 % — выходцев с тихоокеанских островов, 2,51 % — представителей смешанных рас, 3,38 % — других народностей. Испаноговорящие составили 82,69 % от всех жителей статистически обособленной местности.
Из 8646 домашних хозяйств в 27,1 % воспитывали детей в возрасте до 18 лет, 55,3 % представляли собой совместно проживающие супружеские пары, в 15,2 % семей женщины проживали без мужей, 24,8 % не имели семей. 18,1 % от общего числа семей на момент переписи жили самостоятельно, при этом 9,4 % составили одинокие пожилые люди в возрасте 65 лет и старше. Средний размер домашнего хозяйства составил 2,96 человек, а средний размер семьи — 3,32 человек.
Население статистически обособленной местности по возрастному диапазону по данным переписи 2000 года распределилось следующим образом: 17,6 % — жители младше 18 лет, 14,7 % — между 18 и 24 годами, 25,0 % — от 25 до 44 лет, 23,7 % — от 45 до 64 лет и 19,0 % — в возрасте 65 лет и старше. Средний возраст жителей составил 39 лет. На каждые 100 женщин в Юниверсити-Парк приходилось 84,3 мужчин, при этом на каждые сто женщин 18 лет и старше приходилось 80,6 мужчин также старше 18 лет.
Средний доход на одно домашнее хозяйство статистически обособленной местности составил 40 039 долларов США, а средний доход на одну семью — 48 451 доллар. При этом мужчины имели средний доход в 30 884 доллара США в год против 25 861 доллар среднегодового дохода у женщин. Доход на душу населения статистически обособленной местности составил 40 039 долларов в год. 9,8 % от всего числа семей в населённом пункте и 14,4 % от всей численности населения находилось на момент переписи населения за чертой бедности, при этом 13,3 % из них были моложе 18 лет и 15,7 % — в возрасте 65 лет и старше.